# ذخیره‌گاه طبیعی کرونوتسکی
ذخیره‌گاه طبیعی کرونوتسکی (انگلیسی: Kronotsky Nature Reserve) یک ذخیره‌گاه طبیعی حفاظت‌شده به منظور مطالعات طبیعی در خاور دور روسیه است که در ساحل شبه‌جزیره کامچاتکا قرار دارد. این ذخیره‌گاه در سال ۱۹۳۴ ایجاد شد و امروزه مساحت آن حدود ۱۰٬۹۹۰ کیلومتر مربع است. دریاچه کرونوتسکوی با مساحت ۲۴۶ کیلومتر مربع، بزرگ‌ترین دریاچه این پهنه است. تنها حوضه آب‌فشانی روسیه نیز به همراه چندین آتشفشان فعال و خاموش در این ذخیره‌گاه قرار دارد. به دلیل اقلیم خشن این منطقه و ترکیب یخ و آتشفشان، این منطقه را با عنوان سرزمین آتش و یخ توصیف می‌کنند.
ذخیره‌گاه طبیعی کرونوتسکی عمدتاً فقط برای دانشمندان و همچنین ۳۰۰۰ گردشگر سالانه قابل دسترسی است که با پرداخت ۷۰۰ دلار آمریکا امکان بازدید یک‌روزه از این منطقه را با بالگرد دارند. این ذخیره‌گاه بخشی از آتشفشان‌های کامچاتکا است که در فهرست میراث جهانی یونسکو به ثبت رسیده‌است.